# Henryk Markiewicz
Henryk Markiewicz, pierwotnie Herman Markiewicz (ur. 16 listopada 1922 w Krakowie, zm. 31 października 2013 tamże) – polski filolog polski, profesor nauk humanistycznych (1956), teoretyk i historyk literatury, od 1956 profesor Uniwersytetu Jagiellońskiego, w latach 1989–2002 redaktor naczelny Polskiego słownika biograficznego.

## Życiorys

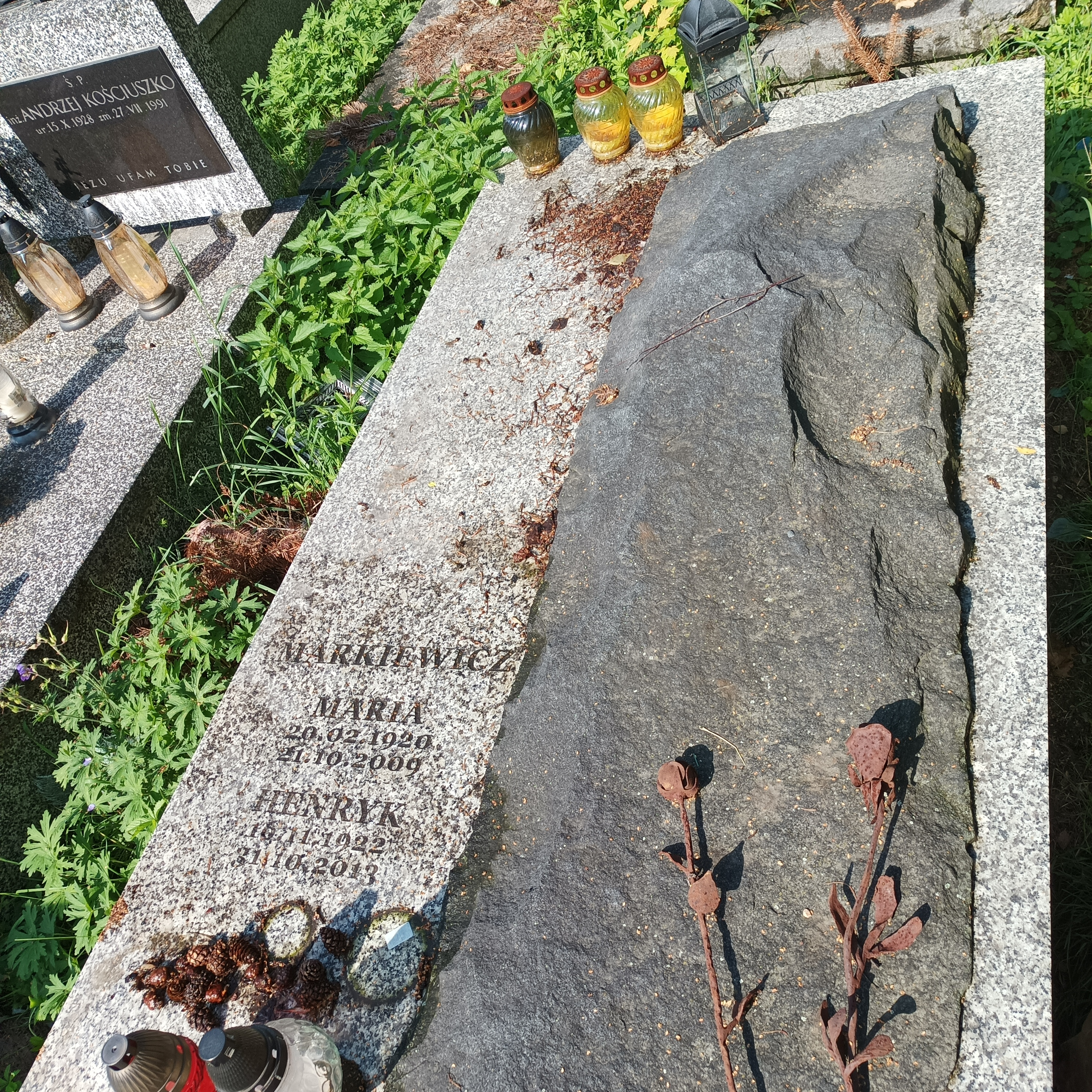
Grób prof. Henryka Markiewicza na cmentarzu wojskowym przy ul. Prandoty w Krakowie

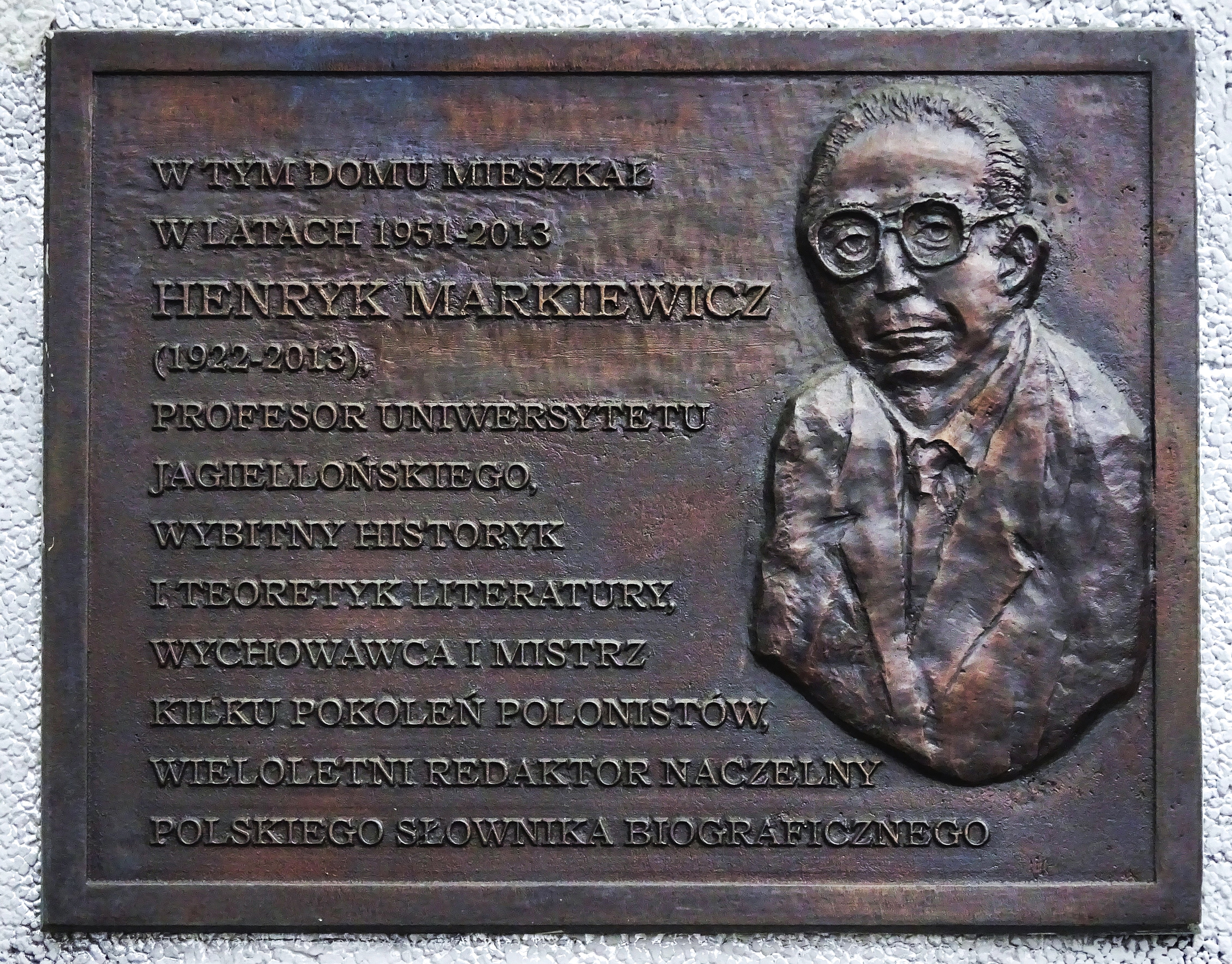
Tablica upamiętniająca prof. Henryka Markiewicza w elewacji kamienicy przy al. Artura Grottgera 1 w Krakowie

Urodził się w Krakowie w zasymilowanej rodzinie żydowskiej, jako syn Adolfa (Abrahama) Markiewicza i Debory Lei z domu Horowitz. Uczył się w Gimnazjum im. Króla Jana Sobieskiego oraz Liceum im. B. Nowodworskiego w Krakowie. W 1935, jeszcze w latach szkolnych, jako Herman Markiewicz debiutował artykułem O Lacku i brązownictwie, który został opublikowany w „Nowym Dzienniku” nr 96. Następne teksty ukazały się pod pseudonimami w „Wiadomościach Literackich” (1935), „Kurierze Literacko-Naukowym” (1937, 1939) oraz „Krakowskim Kurierze Wieczornym” (1938).
Po wybuchu II wojny światowej, we wrześniu 1939 wyjechał do Lwowa. W czerwcu 1940 wraz z ojcem zostali wywiezieni w głąb ZSRR. Pracował przy wyrębie lasu w pobliżu Altynaju w rejonie Suchołoże w obwodzie swierdłowskim. Jesienią 1941 przeniósł się do miejscowości Andiżan w Uzbekistanie. Tam od 1942 był wychowawcą w domu dziecka oraz nauczycielem w szkołach polskich. Tam też, w 1945 ożenił się z zesłaną z Warszawy Marią Milberger.
Po powrocie do kraju, w maju 1946 rozpoczął studia polonistyczne na UJ w Krakowie, które ukończył w 1950. Jako student kontynuował pracę dziennikarską, zostając nawet na niecałe dwa lata wicenaczelnym „Przekroju”, którą przerwał, gdy na ostatnich latach powierzono mu prowadzenie zajęć. W 1955 uzyskał w Instytucie Badań Literackich PAN stopień kandydata nauk humanistycznych (w 1956 uznany za doktorat), w 1956 otrzymał tytuł profesora nadzwyczajnego historii literatury polskiej na UJ, a w 1964 został mianowany profesorem zwyczajnym. Zajmował się historią literatury polskiej lat 1864–1939, teorią literatury, metodologią badań literackich, historią nauki o literaturze i krytyki literackiej. W latach 1977–1984 pełnił obowiązki dyrektora Instytutu Filologii Polskiej UJ, a w 1986 został wybrany na członka senatu UJ.
Wieloletni zastępca redaktora naczelnego „Pamiętnika Literackiego” i redaktor Polskiego Słownika Biograficznego, redaktor serii „Biblioteka Studiów Literackich”, członek redakcji naczelnej „Obrazu Literatury Polskiej XIX i XX wieku”.
W latach 1946–1948 należał do PPR, od 1948 należał do PZPR. W 1948 został członkiem ZZLP (od 1949 ZLP). W 1953 podpisał rezolucję ZLP w sprawie procesu krakowskiego. W 1974 wszedł w skład Stowarzyszenia Twórców i Działaczy Kultury „Kuźnica” w Krakowie, w 1976 został członkiem korespondentem, a w 1980 członkiem krajowym rzeczywistym Polskiej Akademii Nauk. W 1989 został członkiem honorowym Towarzystwa Literackiego im. Adama Mickiewicza, w 1990 członkiem czynnym Polskiej Akademii Umiejętności, a w 1993 członkiem honorowym Górnośląskiego Towarzystwa Literackiego.
Był autorem haseł w Słowniku biograficznym działaczy polskiego ruchu robotniczego.
Zmarł w Krakowie, pochowany 7 listopada 2013 na cmentarzu wojskowym przy ul. Prandoty (kwatera XCVII-17-10).
Jego syn Ryszard został profesorem nauk prawnych, wieloletnim kierownikiem Katedry (wcześniej Instytutu) Własności Intelektualnej Uniwersytetu Jagiellońskiego.

## Publikacje
- Prus i Żeromski (1954, 1964)
- Tradycje i rewizje (1957)
- monografii literatury pozytywizmu:
  - Literatura pozytywizmu, 1986
  - Pozytywizm, 1978, 1999
- dzieł z zakresu teorii literatury i metodologii literaturoznawstwa:
  - Główne problemy wiedzy o literaturze, 1965
  - Sztuka interpretacji, 1971
  - Przekroje i zbliżenia dawne i nowe, 1976
  - Wymiary dzieła literackiego, 1984
  - Literaturoznawstwo i jego sąsiedztwa, 1989
  - Teoria powieści za granicą, 1995
  - Polskie teorie powieści, 1998
- dzieł z historii nauki o literaturze i krytyki literackiej:
  - Polska nauka o literaturze, 1981
  - Świadomość literatury, 1985

Współautor (wraz z Andrzejem Romanowskim) słownika cytatów Skrzydlate słowa (seria druga – 1998). Prace wybrane Henryka Markiewicza ukazały się w 6 tomach w latach 1995–1998.
Był także autorem autobiograficznej książki Mój życiorys polonistyczny – z historią w tle (2002), uzupełnionej dodatkowo wywiadem przeprowadzonym przez Barbarę Łopieńską.

## Ordery i odznaczenia
- Krzyż Komandorski z Gwiazdą Orderu Odrodzenia Polski (22 maja 2000)[10]
- Krzyż Komandorski Orderu Odrodzenia Polski (1983)[11]
- Krzyż Oficerski Orderu Odrodzenia Polski (1964)[11]
- Krzyż Kawalerski Orderu Odrodzenia Polski (1954)[12][11]
- Złoty Krzyż Zasługi (1953)[13][2]
- Medal 10-lecia Polski Ludowej (1955)[14]
- Złoty Medal „Zasłużony Kulturze Gloria Artis” (5 stycznia 2007)[15]
- Odznaka tytułu honorowego „Zasłużony Nauczyciel PRL” (1973)
- Złota Odznaka „Za Pracę Społeczną dla miasta Krakowa” (1976)[2]
- Pamiątkowy Medal „Plus ratio quam vis” (2012)[16]
- Medal Puszkina (2001, Rosja)[17]

## Nagrody i wyróżnienia[2]
- 1951 – Państwowa Nagroda Naukowa II stopnia
- 1953 – nagroda Ministra Szkolnictwa Wyższego
- 1964 – nagroda indywidualna Ministra Szkolnictwa Wyższego
- 1972 – nagroda indywidualna Ministra Szkolnictwa Wyższego
- 1974 – nagroda „Życia Literackiego” za osiągnięcia w dziedzinie publicystyki, reportażu, eseistyki i krytyki literackiej
- 1976 – nagroda Ministra Nauki, Szkolnictwa Wyższego i Techniki II stopnia
- 1976 – wpis do Księgi Honorowej Zasłużonych Ludzi Ziemi Krakowskiej
- 1984 – nagroda miasta Krakowa
- 1985 – nagroda Funduszu Literatury
- 1985 – nagroda „Życia Literackiego” w dziedzinie eseistyki
- 1993 – nagroda honorowa krakowskiej filii Fundacji Kultury Polskiej
- 1996 – doktorat honoris causa Wyższej Szkoły Pedagogicznej (aktualnie Uniwersytet Pedagogiczny) w Krakowie[18]
- 1996 – doktorat honoris causa Uniwersytetu Gdańskiego[19]
- 2001 – nagroda Krakowska Książka Miesiąca za książkę biograficzną Boy-Żeleński
- 2010 – specjalna nagroda honorowa im. Kazimierza Wyki[20]